# Liste des TNA Knockouts World Champions

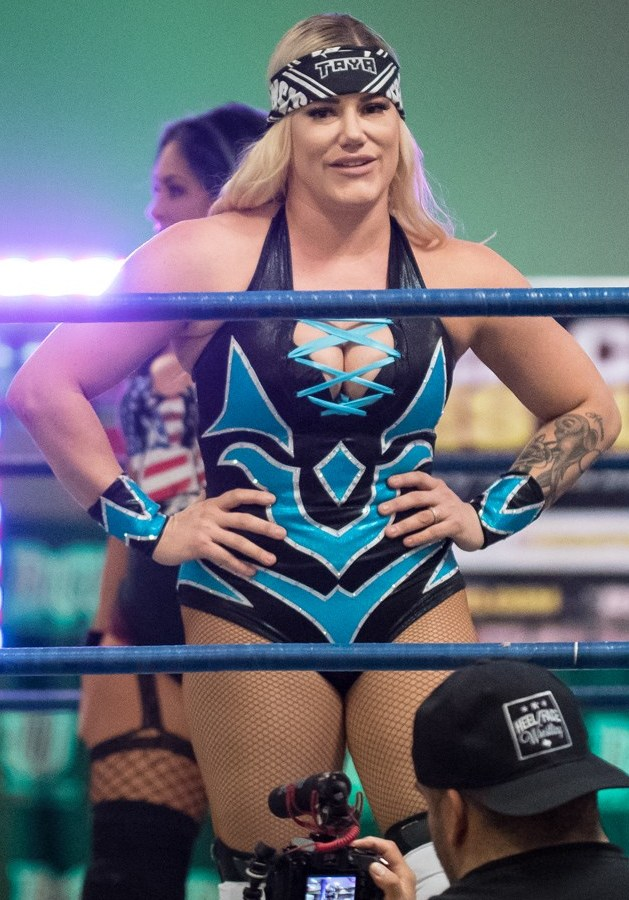
Taya Valkyrie, la catcheuse au plus long règne de l'histoire du titre.

Cet article est une liste des TNA Knockouts Champions. Le TNA Knockouts World Championship est un championnat de catch de la Total Nonstop Action Wrestling créé en 2007. La première championne est Gail Kim qui remporte un Gauntlet match contre 9 autres catcheuses pour le gain de cette ceinture.
Le titre a connu un total de 26 championnes différentes pour un total de 64 règnes reconnus (plus un non officiel) et a été vacant à quatre reprises.
Taya Valkyrie a effectué le plus long règne de l'histoire du titre avec 377 jours. Gail Kim, qui a inauguré l'histoire du titre, détient deux records : le plus grand nombre de règnes avec 7, et le règne le plus court avec 1 jour. Elle partage ce dernier record avec Tara et Allie, elles aussi championnes pour 1 jour.

## Liste et historique

### Liste des championnes
| #  | Championne      | Règnes | Date de victoire   | Jours     | Lieu                        | Événement                     | Notes | Réf.   |
| -- | --------------- | ------ | ------------------ | --------- | --------------------------- | ----------------------------- | --- | ------ |
| 1  | Gail Kim        | 1      | 14 octobre 2007    | 85 jours  | Duluth, Géorgie             | Bound for Glory 2007          | C'était un Gauntlet match à 10 contre Christy Hemme, Awesome Kong, Talia Madison, Shelly Martinez, Ms. Brooks, Angelina Love, Roxxi Laveaux, Jackie Moore et ODB. | .      |
| 2  | Awesome Kong    | 1      | 7 janvier 2008     | 169 jours | Orlando, Floride            | TNA Impact!                   | Elle gagne grâce à un Awesome Bomb. | [ 2 ]  |
| 3  | Taylor Wilde    | 1      | 24 juin 2008       | 121 jours | Orlando, Floride            | TNA Impact!                   | Elle gagne grâce à un Roll-Up et remporte 25 000 $. | [ 3 ]  |
| 4  | Awesome Kong    | 2      | 23 octobre 2008    | 178 jours | Las Vegas, Nevada           | TNA Impact!                   | | [ 4 ]  |
| 5  | Angelina Love   | 1      | 19 avril 2009      | 67 jours  | Philadelphie, Pennsylvanie  | Lockdown 2009                 | C'était un Triple Threat Six Sides of Steel cage match qui incluait également Taylor Wilde. | .      |
| 6  | Tara            | 1      | 25 juin 2009       | 24 jours  | Orlando, Floride            | TNA Impact!                   | Elle gagne grâce à un Widows Peak. | [ 6 ]  |
| 7  | Angelina Love   | 2      | 19 juillet 2009    | 28 jours  | Orlando, Floride            | Victory Road 2009             | | [ 7 ]  |
| 8  | ODB             | 1      | 16 août 2009       | 11 jours  | Orlando, Floride            | Hard Justice 2009             | C'était un Tag team match avec Cody Deaner en tant que partenaire d'ODB, et Velvet Sky en tant que partenaire de Love. Deaner a fait le tombé sur Sky pour permettre à ODB de remporter le titre                                                                                                 | .      |
| —  | Vacant          | /      | 27 août 2009       | /         | Orlando, Floride            | TNA Impact!                   | Le titre a été suspendu par Mick Foley car ce n'était pas ODB qui avait effectué le tombé à Hard Justice. | .      |
| 9  | ODB             | 2      | 20 septembre 2009  | 91 jours  | Orlando, Floride            | No Surrender (2009)           | C'était un Intergender match face à Cody Deaner (qui, bien qu'étant un homme, aurait remporté le titre en cas de victoire). | .      |
| 10 | Tara            | 2      | 20 décembre 2009   | 15 jours  | Orlando, Floride            | Final Resolution 2009         | | [ 11 ] |
| 11 | ODB             | 3      | 4 janvier 2010     | 13 jours  | Orlando, Floride            | TNA Impact!                   | | [ 12 ] |
| 12 | Tara            | 3      | 17 janvier 2010    | 78 jours  | Orlando, Floride            | Genesis 2010                  | C'était un Two Out of Three Falls match remporté deux tombés à zéro. | .      |
| 13 | Angelina Love   | 3      | 5 avril 2010       | 13 jours  | Orlando, Floride            | TNA Impact!                   | Elle fut l'une des quatre gagnantes d'un Lockbox eight Knockout elimination tag team match qui incluait également Daffney, Hamada, Lacey Von Erich, Madison Rayne, ODB et Velvet Sky. C'est elle qui possédait la bonne clé, elle remporta donc le titre.                                        | .      |
| 14 | Madison Rayne   | 1      | 18 avril 2010      | 84 jours  | Saint-Charles, Missouri     | Lockdown 2010                 | C'était un Steel Cage tag team match où Rayne, qui faisait équipe avec Velvet Sky contre Angelina Love et Tara, remporta le titre en effectuant le tombé sur cette dernière. Le match avait également pour enjeu le Championnat par équipe des Knockout de Rayne et Sky.                         | .      |
| 15 | Angelina Love   | 4      | 11 juillet 2010    | 2 jours   | Orlando, Floride            | Victory Road 2010             | C'était un Title vs Career match remporté par disqualification (Love remporta tout de même le titre à cause de la stipulation). | .      |
| 16 | Madison Rayne   | 2      | 13 juillet 2010    | 27 jours  | Orlando, Floride            | TNA Impact!                   | Le titre fut rendu à Rayne, du fait de la fin controversée du match précédent. L'épisode a été diffusé le 22 juillet. | ,.     |
| 17 | Angelina Love   | 5      | 9 août 2010        | 62 jours  | Orlando, Floride            | TNA Impact!                   | L'épisode a été diffusé le 12 août. | ,.     |
| 18 | Tara            | 4      | 10 octobre 2010    | 1 jour    | Daytona Beach, Floride      | Bound For Glory 2010          | C'était un Four Corners match qui incluait également Velvet Sky et Madison Rayne. Mickie James était l'arbitre spéciale. | .      |
| 19 | Madison Rayne   | 3      | 11 octobre 2010    | 188 jours | Orlando, Floride            | TNA Impact!                   | L'épisode a été diffusé le 14 octobre. | ,.     |
| 20 | Mickie James    | 1      | 17 avril 2011      | 112 jours | Cincinnati, Ohio            | Lockdown 2011                 | Elle devient la première femme à avoir remporté les trois principaux titres féminins de catch au monde, soit le WWE Women's Championship, le WWE Divas Championship et le TNA Women's Knockout Championship.                                                                                     | .      |
| 21 | Winter          | 1      | 7 août 2011        | 18 jours  | Orlando, Floride            | Hardcore Justice 2011         | Winter gagne son match est devient pour la première fois de sa carrière Championne de la TNA. | .      |
| 22 | Mickie James    | 2      | 25 août 2011       | 17 jours  | Huntsville, Alabama         | Impact Wrestling              | Épisode diffusé le 1er septembre. Mickie James obtient un nouveau match de championnat contre Winter, et remporte le titre pour la deuxième fois. | ,.     |
| 23 | Winter          | 2      | 11 septembre 2011  | 35 jours  | Orlando, Floride            | No Surrender 2011             | Elle gagne grâce à un Blood Mist. | [ 28 ] |
| 24 | Velvet Sky      | 1      | 16 octobre 2011    | 28 jours  | Philadelphie, Pennsylvanie  | Bound for Glory 2011          | C'était un four-way match comprenant aussi Mickie James et Madison Rayne. |        |
| 25 | Gail Kim        | 2      | 13 novembre 2011   | 210 jours | Orlando, Floride            | Turning Point 2011            | Elle devient ainsi la première femme de l'histoire de la TNA à posséder le championnat par équipe des Knockout et le championnat des Knockout de la TNA simultanément. |        |
| 26 | Brooke          | 1      | 10 juin 2012       | 63 jours  | Arlington, Texas            | Slammiversary X               | Elle gagne le titre pour la première fois de sa carrière. |        |
| 27 | Madison Rayne   | 4      | 12 août 2012       | 4 jours   | Orlando, Floride            | Hardcore Justice 2012         | Elle a utilisé les cordes pour gagner. |        |
| 28 | Brooke          | 2      | 16 août 2012       | 59 jours  | Orlando, Floride            | Impact Wrestling              | Lors de l'épisode de Impact le 16 août, un nouveau match s'impose avec comme arbitre Taryn Terrell et elle remporte le titre pour la deuxième fois de sa carrière. |        |
| 29 | Tara            | 5      | 14 octobre 2012    | 104 jours | Phoenix, Arizona            | Bound for Glory (2012)        | Elle gagne contre Miss Tessmacher grâce à un Widows Peak. |        |
| 30 | Velvet Sky      | 2      | 26 janvier 2013    | 117 jours | Londres, Angleterre         | Impact Wrestling              | L'épisode a été enregistré le 26 janvier 2013 et fut diffusé le 21 février. C'était un 4-way elimination match qui comprenait également Gail Kim et Miss Tessmacher. | [ 29 ] |
| 31 | Mickie James    | 3      | 23 mai 2013        | 112 jours | Tampa, Floride              | Impact Wrestling              | Mickie James profite du fait que le genou gauche de Sky soit blessé pour gagner. |        |
| 32 | ODB             | 4      | 12 septembre 2013  | 38 jours  | Saint-Louis, Missouri       | Impact Wrestling              | Match enregistré le 12 septembre et diffusé le 19 septembre. Mickie James quitte la TNA après ce match car son contrat touchait à sa fin et qu'elle ne souhaitait pas le renouveler. |        |
| 33 | Gail Kim        | 3      | 20 octobre 2013    | 88 jours  | San Diego, Californie       | Bound for Glory (2013)        | C'était un triple threat match qui incluait également Brooke. La nouvelle knockout Lei'D Tapa est intervenue dans le match en attaquant ODB et Brooke, ce qui a permis à Gail Kim de gagner le titre.                                                                                            |        |
| 34 | Madison Rayne   | 5      | 16 janvier 2014    | 101 jours | Huntsville, Alabama         | Genesis (2014)                | | [ 30 ] |
| 35 | Angelina Love   | 6      | 27 avril 2014      | 54 jours  | Orlando, Floride            | Sacrifice (2014)              | |        |
| 36 | Gail Kim        | 4      | 20 juin 2014       | 88 jours  | Bethlehem, Pennsylvanie     | Impact! Wrestling             | Diffusé le 3 juillet 2014. | .      |
| 37 | Havok           | 1      | 16 septembre 2014  | 3 jours   | Bethlehem, Pennsylvanie     | Impact! Wrestling             | Diffusé le 1er octobre 2014. | .      |
| 38 | Taryn Terrell   | 1      | 19 septembre 2014  | 279 jours | Bethlehem, Pennsylvanie     | Impact! Wrestling             | Diffusé le 19 novembre 2014. C'était un triple threat match qui incluait également Gail Kim. | ,.     |
| 39 | Brooke          | 3      | 25 juin 2015       | 34 jours  | Orlando (Floride)           | Impact! Wrestling             | Diffusé le 15 juillet 2015. | ,.     |
| 40 | Gail Kim        | 5      | 16 septembre 2015  | 202       | Orlando (Floride)           | Impact! Wrestling             | En batatnt Brooke, Awesome Kong et Lei'D Tapa dans un Fatal 4-Way match, elle devient la 5e catcheuse à gagner cinq fois la ceinture. | [ 37 ] |
| 41 | Jade            | 1      | 5 avril 2016       | 68        | Orlando (Floride)           | Impact! Wrestling             | En battant Gail Kim et Madison Rayne dans un Triple Threat match, elle remporte le titre pour la première fois de sa carrière. | [ 38 ] |
| 42 | Sienna          | 1      | 12 juin 2016       | 74        | Orlando (Floride)           | Slammiversary (2016)          | En battant Jade et Gail Kim dans la même stipulation, elle remporte le titre pour la première fois de sa carrière. | [ 39 ] |
| 43 | Allie           | 1      | 25 août 2016       | 7         | Orlando (Floride)           | Impact! Wrestling             | En battant Sienna, Jade, Madison Rayne et Marti Bell dans un Fatal 5-Way match, elle remporte le titre pour la première fois de sa carrière. | [ 40 ] |
| 44 | Maria Kanellis  | 1      | 1er septembre 2016 | 31        | Orlando (Floride)           | Impact! Wrestling             | En battant Allie après avoir forcé son adversaire à se coucher pour lui faire le tombé, elle remporte le titre pour la première fois de sa carrière. | ,      |
| 45 | Gail Kim        | 6      | 2 octobre 2016     | 46        | Orlando (Floride)           | Bound for Glory (2016)        | En battant Maria Kanellis, elle devient la première catcheuse à gagner six fois la ceinture. | [ 43 ] |
| —  | Vacant          | 2      | 17 novembre 2016   | 14        | Orlando (Floride)           | Impact! Wrestling             | En raison d'une blessure survenue par une attaque de Rosemary la semaine passée, Gail Kim est contrainte d'abandonner la ceinture. Une nouvelle championne sera couronnée dans quinze jours. | [ 44 ] |
| 46 | Rosemary        | 1      | 1er décembre 2016  | 213       | Orlando (Floride)           | Impact! Wrestling             | En battant Jade dans un Six Sides of Steel match, elle remporte le titre pour la première fois de sa carrière. | [ 45 ] |
| 47 | Sienna          | 2      | 2 juillet 2017     | 126       | Orlando (Floride)           | Slammiversary XV              | En battant Rosemary, elle devient la 11e catcheuse à gagner deux fois la ceinture et l'unifie avec le GFW Women's Championship. Durant son règne, le titre est renommé GFW Knockouts Championship, puis Impact Knockouts Championship.                                                           | [ 46 ] |
| 48 | Gail Kim        | 7      | 5 novembre 2017    | 1         | Ottawa (Ontario) ( Canada)  | Bound for Glory (2017)        | En battant Sienna et Allie dans un Triple Threat match, elle devient la première catcheuse à gagner sept fois la ceinture et au plus grand nombre de règnes. Il s'agit également de son dernier match, car le lendemain, elle annonce mettre officiellement un terme à sa carrière de catcheuse. | [ 47 ] |
| —  | Vacant          | 3      | 6 novembre 2017    | 38        | Ottawa (Ontario) ( Canada)  | Impact!                       | En raison du départ à la retraite de Gail Kim, la ceinture est rendue vacante. | [ 48 ] |
| 49 | Laurel Van Ness | 1      | 14 décembre 2017   | 84        | Ottawa (Ontario) ( Canada)  | Impact!                       | En battant Rosemary, elle remporte le titre pour la première fois de sa carrière. | [ 49 ] |
| 50 | Allie           | 2      | 8 mars 2018        | 84        | Orlando (Floride)           | Impact! Crossroads            | En battant Laurel Van Ness, elle devient la 12e catcheuse à gagner deux fois la ceinture. | [ 50 ] |
| 51 | Su Yung         | 1      | 31 mai 2018        | 91        | Orlando (Floride)           | Impact!: Under Pressure       | En battant Allie dans un Last Rites match, elle remporte le titre pour la première fois de sa carrière. | [ 51 ] |
| 52 | Tessa Blanchard | 1      | 30 août 2018       | 129       | Toronto (Ontario) ( Canada) | Impact!                       | En battant Su Yung et Allie dans un Triple Threat match, elle remporte le titre pour la première fois de sa carrière. | [ 52 ] |
| 53 | Taya Valkyrie   | 1      | 6 janvier 2019     | 377       | Nashville (Tennessee)       | Impact! Wrestling: Homecoming | En battant Tessa Blanchard avec Gail Kim comme arbitre spéciale du match, elle remporte le titre pour la première fois de sa carrière. Il s'agit également de l'actuel record du règne le plus long de l'histoire du titre.                                                                      | [ 53 ] |
| 54 | Jordynne Grace  | 1      | 11 février 2020    | 158       | Mexico ( Mexique)           | Impact!                       | En battant Taya Valkyrie, elle remporte le titre pour la première fois de sa carrière. | [ 54 ] |
| 55 | Deonna Purrazzo | 1      | 18 juillet 2020    | 98        | Nashville (Tennessee)       | Slammiversary (2020)          | En battant Jordynne Grace, elle remporte le titre pour la première fois de sa carrière. | [ 55 ] |
| 56 | Su Yung         | 2      | 24 octobre 2020    | 21        | Nashville (Tennessee)       | Bound for Glory (2020)        | En battant Deonna Purrazzo, elle devient la 13e catcheuse à gagner deux fois la ceinture. | [ 56 ] |
| 57 | Deonna Purrazzo | 2      | 14 novembre 2020   | 343       | Nashville (Tennessee)       | Turning Point (2020)          | En prenant sa revanche sur Su Yung dans un No Disqualification match, elle devient la 14e catcheuse à gagner deux fois la ceinture. Il s'agit également du second règne le plus long de l'histoire du titre.                                                                                     | [ 57 ] |
| 58 | Mickie James    | 4      | 23 octobre 2021    | 133       | Las Vegas (Nevada)          | Bound for Glory (2021)        | En battant Deonna Purrazzo, elle devient la 6e catcheuse à gagner quatre fois la ceinture. | [ 58 ] |
| 59 | Tasha Steelz    | 1      | 5 mars 2022        | 106       | Louisville (Kentucky)       | Sacrifice (2022)              | En battant Mickie James, elle remporte le titre pour la première fois de sa carrière et son premier titre solo. | [ 59 ] |
| 60 | Jordynne Grace  | 2      | 19 juin 2022       | 208       | Nashville (Tennessee)       | Slammiversary (2022)          | En battant Tasha Steelz, Chelsea Green, Deonna Purrazzo et Mia Yim dans le tout premier Queen of the Mountain match de l'histoire, elle devient la 15e catcheuse à gagner deux fois la ceinture.                                                                                                 | [ 60 ] |
| 61 | Mickie James    | 5      | 13 janvier 2023    | 90        | Atlanta (Géorgie)           | Hard to Kill (2023)           | En battant Jordynne Grace dans un Title vs. Career match, elle devient la 5e catcheuse à gagner cinq fois la ceinture. | [ 61 ] |
| —  | Vacant          | 4      | 13 avril 2023      | 3         | Windsor (Ontario) ( Canada) | Impact!                       | En raison d'une fracture d'une côte, Mickie James est contrainte d'abandonner la ceinture. Il est ensuite annoncé que Deonna Purrazzo er Jordynne Grace s'affronteront, 3 soirs plus tard à Rebellion (2023), afin de déterminer la nouvelle championne.                                         | ,      |
| 62 | Deonna Purrazzo | 3      | 16 avril 2023      | 90        | Toronto (Ontario) ( Canada) | Rebellion (2023)              | En battant Jordynne Grace, elle devient la 8e catcheuse à gagner trois fois la ceinture. | [ 64 ] |
| 63 | Trinity         | 1      | 15 juillet 2023    | 182       | Windsor (Ontario) ( Canada) | Slammiversary (2023)          | En battant Deonna Purrazzo, elle remporte le titre pour la première fois de sa carrière. | [ 65 ] |
| 64 | Jordynne Grace  | 3      | 13 janvier 2024    | 287       | Las Vegas (Nevada)          | Hard to Kill (2024)           | En battant Trinity après avoir utilisé son contrat Call Your Shot, elle devient la 9e catcheuse à gagner trois fois la ceinture. Il s'agit également du 3e règne le plus long de l'histoire du titre.                                                                                            | [ 66 ] |
| 65 | Masha Slamovich | 1      | 26 octobre 2024    | 282+      | Détroit (Michigan)          | Bound for Glory (2024)        | En battant Jordynne Grace, elle remporte le titre pour la première fois de sa carrière. | [ 67 ] |

## Règnes combinés

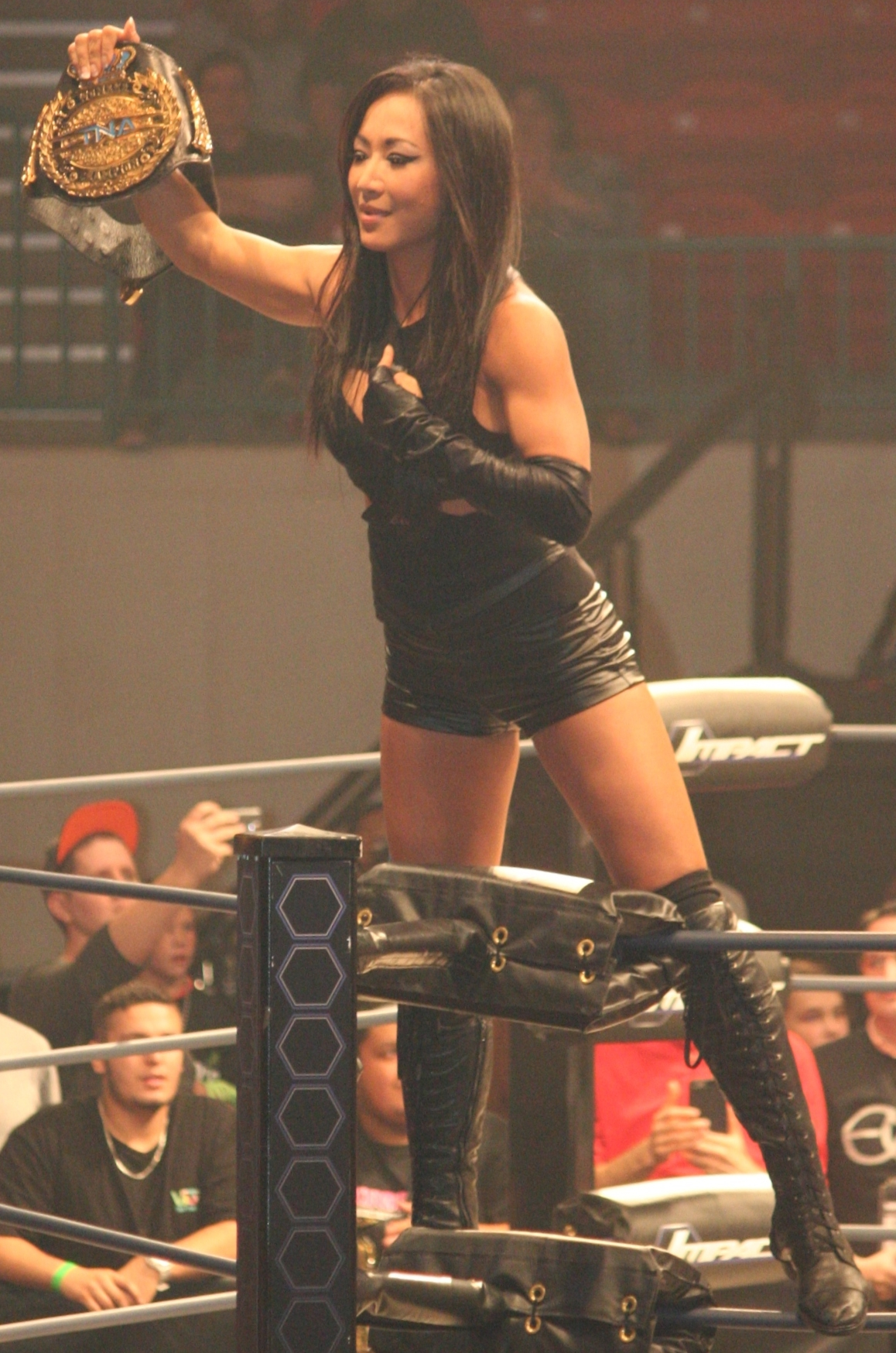
La première et septuple championne des Knockouts, Gail Kim.

| Signe | Notes                       |
| ----- | --------------------------- |
|       | Travaille toujours à la TNA |

| Rang | Championne      | Nombres de Règnes | Jours combinés |
| ---- | --------------- | ----------------- | -------------- |
| 1.   | Gail Kim        | 7                 | 711            |
| 2.   | Deonna Purrazzo | 3                 | 531            |
| 3.   | Mickie James    | 5                 | 445            |
| 4.   | Madison Rayne   | 5                 | 404            |
| 5.   | Jordynne Grace  | 3                 | 677            |
| 6.   | Taya Valkyrie   | 1                 | 377            |
| 7.   | Awesome Kong    | 2                 | 347            |
| 8.   | Taryn Terrell   | 1                 | 279            |
| 9.   | Rosemary        | 1                 | 266            |
| 10.  | Angelina Love   | 6                 | 226            |
| 11.  | Tara            | 5                 | 222            |
| 12.  | Sienna          | 2                 | 187            |
| 13.  | Trinity         | 1                 | 182            |
| 14.  | Brooke          | 3                 | 156            |
| 15.  | ODB             | 4                 | 153            |
| 16.  | Tessa Blanchard | 1                 | 147            |
| 17.  | Velvet Sky      | 2                 | 145            |
| 18.  | Su Yung         | 2                 | 131            |
| 19.  | Taylor Wilde    | 1                 | 121            |
| 20.  | Masha Slamovich | 1                 | 282+           |
| 21.  | Tasha Steelz    | 1                 | 106            |
| 22.  | Allie           | 2                 | 103            |
| 23.  | Laurel Van Ness | 1                 | 65             |
| 24.  | Winter          | 2                 | 53             |
| 25.  | Maria Kanellis  | 1                 | 50             |
| 26.  | Havok           | 1                 | 3              |